# Catocala nagioides
Catocala nagioides là một loài bướm đêm trong họ Erebidae.